# Ciencia exacta (álbum de Gepe)
Ciencia exacta es el sexto álbum de estudio de Gepe, lanzado en formato digital, CD y LP el 26 de mayo de 2017.

## Lista de canciones
| N.º   | Título                                 | Duración |  |
| 1.    | «Hablar de ti»                         | 3:27     |  |
| 2.    | «Abrir la puerta»                      | 2:57     |  |
| 3.    | «Hoy»                                  | 4:37     |  |
| 4.    | «Solo (feat. María Ester Zamora)»      | 3:48     |  |
| 5.    | «Flor de canelo (feat. Juanita Parra)» | 4:06     |  |
| 6.    | «Cine en tu cama»                      | 3:15     |  |
| 7.    | «Ojos que no ven»                      | 3:26     |  |
| 8.    | «Hoy día me lanzo»                     | 3:05     |  |
| 9.    | «Las flores»                           | 2:38     |  |
| 10.   | «Hasta cuando con»                     | 1:19     |  |
| 32:38 |                                        |          |  |